# Mariner–7
Mariner–7 az amerikai Mariner-program hetedik űrszondája, Mars-szonda,

## Küldetés
A NASA 1969-ben ugyanabban az indítási ablakban állította pályára a Marshoz a Mariner–6-ot és a Mariner–7-et. Cél a Mars alaposabb kutatásának elősegítése, felszíni és légköri mérésekkel, jövőbeni kutatási irányok kialakítása.

## Jellemzői
A Mariner űrszondákat a NASA Jet Propulsion Laboratoryumában fejlesztették, irányításával építették. Üzemeltette a NASA és a Office Space Science and Applications (OSSA) .
Megnevezései: Mariner–7; Mariner 69-2; COSPAR: 1969 - 030A. Kódszáma: 3837.
1969. március 27-én Floridából, a Cape Canaveral (KSC) Kennedy Űrközpontból, a LC–36A (LC–Launch Complex) jelű indítóállványról egy Atlas–Centaur (SLV- 3C) hordozórakétával emelkedett a magasba. Az Atlasz rakétafokozat kiégése után a Centaur fokozat gyorsította fel az űrszondát a második kozmikus sebességre, hogy a Mars közelébe kerülhessen. A fokozat kiégését követően levált az űreszköz, kinyíltak a napelem táblák. Április 8-án a hidrazin gázfúvókák segítségével pályakorrekciót hajtottak végre.

### Felépítése
Három tengelyesen, giroszkóppokkal forgás-stabilizált űreszköz. A szonda vonatkozási pontjai a Nap, a Föld és a Canopus csillag volt. Alakja nyolcszögletű hasáb, átmérője 1,384, magassága 457, kibontott állapotú magassága 3,35 méter. Magnézium-ötvözetből készült a ház és a műszerek többsége. Rendelkezett körsugárzó rúdantennával 2,23 méter) és parabola antennával, melynek átmérője 1 méter. Energia biztosítása érdekében a hasáb oldalaihoz (tetejére) 4 napelemtáblát (4x215 x 90 centiméter; 17 472 napelemmel; 7,7 négyzetméter) szereltek. A napelemek fesztávja 5,79 méter. Éjszakai (földárnyék) energia ellátását ezüst-cink akkumulátorok biztosították. Az űregység teljes tömeg 411,8, a műszercsomag súlya 57,6 kilogramm. Pályamódosításhoz nitrogén gázfúvókák álltak rendelkezésre. A programellenőrző számítógép szabályozható. Telemetria egysége modernizált.

### Programja
Repülés közben nem volt tudományos adatgyűjtés. Augusztus 2-án, 57 órával a legközelebbi megközelítéstől, bekapcsolták a tudományos műszereket. A következő órákban a keskeny látószögű kamera 93 távoli fényképet készített és a vevőállomásokra továbbított. Augusztus 5-én 3433 kilométerre elhaladt a Mars mellett, készítve 33 közeli felvételt. Elkészültek az első közeli felvételek a Mars holdjairól, a Phoboszról és a Deimoszról.
A Mars elhagyását követően a csillagokról készített képeket. A képeket egy analóg tárolóba helyezte, vételi időben lejátszotta. Tudományos méréseket digitális módon tárolta, majd közvetítette. Később Nap-körüli heliocentrikus pályára állt.

### Műszerezettsége
A műszerrekesz forgatható egységként volt megépítve.
- Kettő televíziós kamera. Több színben (piros, zöld, kék, sárga) közepes, valamint nagy felbontású képeket készítettek.
- spektrométer (technikai okok miatt nem működött), sugárzásmérő, ultraibolya spektrométer,

## Külső hivatkozások
- Mariner–7. lib.cas.cz. [2013. október 13-i dátummal az eredetiből archiválva]. (Hozzáférés: 2014. február 21.)
- Mariner-program. astronautix.com. (Hozzáférés: 2014. február 21.)
- Mariner–7. nasa.gov. [2014. február 25-i dátummal az eredetiből archiválva]. (Hozzáférés: 2014. február 21.)

| Elődje: Mariner–6 | Mariner-program 1962–1973 | Utódja: Mariner–8 |